# Dương Hồng Sơn
Dương Hồng Sơn (Nghe An, 20 de noviembre de 1982 - ) es un exfutbolista y entrenador de fútbol de vietnamita, se desempeña como guardameta. Actualmente es entrenador asistente del Hanoi FC de la V.League 1.

## Clubes
| Club                    | País    | Año       | Partidos | Goles |
| Sông Lam Nghệ An        | Vietnam | 2001-2008 | 236      | 0     |
| Hanoi T&T Football Club | Vietnam | 2008-2015 | 95       | 1     |

## Palmarés

### Campeonatos nacionales
- V.League 1: 2010, 2013
- Copa de Vietnam: 2002
- Supercopa de Vietnam: 2001, 2002, 2010

### Copas internacionales
- Campeonato de fútbol de la ASEAN: 2008

### Distinciones individuales
- Mejor jugador del Campeonato de fútbol de la ASEAN: 2008